# Касня (река)
Ка́сня — река в Смоленской области России в Вяземском, Новодугинском и Сычёвском районах. Правый приток Вазузы.
Длина — 107 км, площадь водосборного бассейна — 1480 км². Исток в 5 км к северу от деревни Новое Село Вяземского района на восточном склоне Вяземской возвышенности. Направление течения: север. Впадает в Вазузу в 62 км от её устья, у деревни Соколино Сычёвского района.
После наполнения Вазузского водохранилища в нижнем течении разлилась. На Касне проводил свои первые исследования известный почвовед Василий Васильевич Докучаев.
Притоки (км от устья)
- 19 км: Держа (лв)
- 32 км: Сежа (пр)
- 50 км: Аболонка (лв)
- 64 км: Городня (пр)
- 83 км: Руза (пр)

## Данные водного реестра
По данным государственного водного реестра России относится к Верхневолжскому бассейновому округу, водохозяйственный участок реки — Вазуза от истока до Зубцовского гидроузла, без реки Яуза до Кармановского гидроузла, речной подбассейн реки — Волга до Рыбинского водохранилища. Речной бассейн реки — (Верхняя) Волга до Куйбышевского водохранилища (без бассейна Оки).
Код объекта в государственном водном реестре — 08010100312110000001012.